# 17019 Альдо
17019 Альдо (1999 DV3, 1997 WT46, 17019 Aldo) — астероїд головного поясу, відкритий 23 лютого 1999 року.
Тіссеранів параметр щодо Юпітера — 3,361.